# Coeficient aerodinàmic
El coeficient aerodinàmic (per al cas d'objectes mòbils en l'aire) és un dels nombres adimensionals que s'utilitzen per a l'estudi aerodinàmic en aeronàutica, automoció i altres camps de les forces i moments que sofreix un cos qualsevol en moviment en el si de l'aire. Similar formalisme s'usa pel moviment de vehicles aquàtics i subaquàtics, on es denominen coeficients hidrodinàmics en estudiar les resistències en l'aigua.

## Introducció
En aerodinàmica, els coeficients més coneguts són el coeficient de sustentació {\displaystyle C_{L}}, el coeficient de resistència {\displaystyle C_{D}} i el coeficient de penetració {\displaystyle C_{X}}.

## Obtenció dels coeficients aerodinàmics
L'obtenció es pot aconseguir mitjançant dues vies fonamentals: l'experimental i la teòrica. Per al mesurament experimental s'empren túnels de vent i maquetes a escala, aprofitant les tècniques de l'anàlisi dimensional, o bé es mesura directament en vol (la qual cosa no és possible durant la fase de disseny). La via teòrica es basa en l'aplicació de la dinàmica de fluids computacional (també coneguda com a CFD, de l'anglès  Computacional fluid dynamics ), que tracta de resoldre les equacions de la mecànica de fluids aplicades al cos d'estudi mitjançant anàlisi numèrica amb l'ajuda de ordinadors.

## Coeficients aerodinàmics en automoció
En automoció també s'utilitzen aquestus coeficients per a l'estudi aerodinàmic, si vols però, sol utilitzar una notació diferent a la utilitzada en aeronàutica, utilitzant com a subíndexs els eixos de referència del vehicle (X en sentit longitudinal, I en sentit transversal i Z en sentit vertical).
- El coeficient de resistència aerodinàmica sol simbolitzar com {\displaystyle C_{X}}, en comptes de {\displaystyle C_{D}}. Habitualment s'utilitza com a superfície de referència l'àrea frontal del vehicle.
- El coeficient d'empenta lateral aerodinàmic sol simbolitzar com {\displaystyle C_{Y}}, igual que en aeronàutica. Habitualment s'utilitza com a superfície de referència l'àrea frontal del vehicle.
- El coeficient de sustentació sol simbolitzar com {\displaystyle C_{Z}}, en comptes de {\displaystyle C_{L}}. No això, també s'utilitza el seu oposat, el coeficient de antisustentació, que relaciona la força de antisustentació (component en sentit descendent de la força aerodinàmica) i el producte de la pressió dinàmica de l'aire per l'àrea característica. Habitualment s'utilitza com a superfície de referència l'àrea frontal del vehicle, encara que de vegades també s'utilitza l'àrea de la projecció en planta.

Així mateix, per als coeficients de moments sol utilitzar la batalla del vehicle com a longitud de referència.

## Altres termes
Es denomina eficiència aerodinàmica a la relació entre el coeficient de sustentació i el coeficient de resistència aerodinàmica (CL/CD o CZ/CX). El seu valor usual en avions està al voltant de 20.